# North Ford Causeway
Koordinaten: 57° 29′ 23″ N, 7° 17′ 47″ W

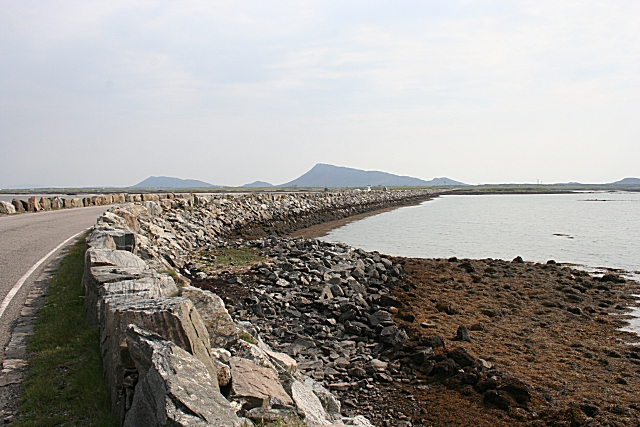
Der North Forth Causeway von Benbecula aus gesehen

Der North Ford Causeway ist ein Straßendamm, der die Hebrideninseln Benbecula und North Uist miteinander verbindet. Er gehört zu einem Netzwerk von Dämmen und Brücken, welches die größten Inseln der Inselgruppe Uist verbindet, und ist mit einer Länge von etwa fünf Kilometer der längste unter ihnen.
Während der North Ford Causeway den North Ford an der Nordküste Benbeculas quert, bindet der South Ford Causeway die Insel an die südliche Nachbarinsel South Uist an.

## Bau
Vor Errichtung des Dammes war die Überquerung des North Ford nur bei Ebbe wenige Stunden am Tag möglich. Auf Grund der geringen Wassertiefe kam die Einrichtung einer Fährverbindung nicht in Frage. Aus diesem Grund wurde der North Ford Causeway geplant und nach dreijähriger Bauzeit am 17. September 1960 in Gegenwart der britischen Königinmutter eröffnet. Zu seiner Errichtung wurden 350.000 t Gesteinsmaterial benötigt. Zeitweise waren bis zu 90 Arbeiter beschäftigt.

## Verlauf
Im Süden beginnt der North Ford Causeway nahe der kleinen Ortschaft Gramsdale im Nordosten von Benbecula. Sein Verlauf entspricht nicht der kürzesten Verbindung, da vorhandene Inseln ausgenutzt wurden, um ein geringeres Bauvolumen zu erzielen. So führt er auch etwa einen Kilometer weit über die Westspitze des dünnbesiedelten Grimsay. Im Norden erreicht er die Südspitze von North Uist etwa zwei Kilometer westlich der Ortschaft Carinish nahe des Weilers Claddach Carinish. Um die Durchfahrt von Booten zu ermöglichen und einen Durchlass für die Meeresströmungen zu bieten, sind in den Lauf des Damms drei Brücken integriert.

## Verkehr
Der North Ford Causeway kann über die A865, die die einzelnen Inseln miteinander verbindet, überquert werden. Die Straße ist im Bereich des Damms weitgehend einspurig ausgebaut, wurde jedoch in regelmäßigen Abständen mit Ausweichstellen versehen, um das Passieren des entgegenkommenden Verkehrs zu ermöglichen.